# Maurizio Gucci
Maurizio Gucci (Florença, 26 de setembro de 1948 – Milão, 27 de março de 1995) foi um empresário italiano, ex-diretor da Gucci. Filho do ator Rodolfo Gucci e neto do fundador da empresa, Guccio Gucci, foi assassinado em 1995, a mando de sua ex-esposa, Patrizia Reggiani.

## Vida pessoal e carreira

Logo da empresa Gucci, da qual Maurizio foi presidente de 1988 a 1993

Maurizio Gucci nasceu no dia 26 de setembro de 1948, em Florença, como o único filho dos atores Rodolfo Gucci e Sandra Ravel. Em 1972, Maurizio casou-se com Patrizia Reggiani que adotou o sobrenome Gucci. Juntos, Maurizio e Patrizia Gucci tiveram duas filhas, Alessandra Gucci, em homenagem à mãe de Maurizio, Sandra, e Allegra Gucci; a primogênita nasceu em 28 de junho de 1976, e a caçula em 27 de janeiro de 1981. Também em 1972, Gucci mudou-se para Nova York para trabalhar para a empresa Gucci com seu tio paterno Aldo Gucci. No início dos anos 80, ele morava em uma cobertura de luxo na Torre Olímpica, presenteada a ele por seu pai. Em 1982, ele voltou para Milão e, em 1983, iniciou uma batalha legal contra Aldo, pelo controle da Gucci depois de se tornar o acionista majoritário após a morte de seu pai. Em 1986, Gucci fugiu para a Suíça para evitar processos depois que Aldo, em busca de vingança, o acusou de falsificar a assinatura de seu pai para evitar o pagamento de impostos sobre herança. Ele foi originalmente considerado culpado, mas depois foi absolvido. Em 1988, 47,8% da Gucci foi vendida para o fundo de investimento da Investcorp. Maurizio Gucci foi nomeado presidente do grupo Gucci em 1989. Em 1991, após uma série de brigas familiares nos anos recentes, Maurizio e Patrizia oficializaram seu divórcio, e como parte de um acordo legal, Maurizio passou a pagar mensalmente 500 mil euros mensais de pensão à Patrizia, para que ela pudesse sustentar suas filhas. Após o divórcio, Maurizio passou a se envolver amorosamente com Paola Franchi. De 1991 a 1993, as finanças da Gucci estavam no vermelho, e Maurizio foi acusado de gastar extravagantemente na sede da empresa em Florença e Milão. Ele vendeu suas ações restantes da empresa em 1993 por US$ 170 milhões para a Investcorp, encerrando a associação da família Gucci com a empresa.

## Morte
Em 27 de março de 1995, Gucci foi baleado por um assassino de aluguel nos degraus de seu escritório quando ele chegava para o trabalho. Em 1998, sua ex-esposa Patrícia Reggiani foi acusada de armar o assassinato e assumiu o crime. De acordo com os promotores, as razões por trás do assassinato foram uma mistura de inveja, ciúmes, interesse financeiro e ressentimento sobre sua vida pessoal após o divórcio. Patrícia ficou presa durante 18 anos, até ser solta em outubro de 2016.